# トヨタ・サイノス
サイノス（CYNOS）は、トヨタ自動車が生産・販売していたクーペ型の小型自動車である。日本国外ではパセオ（PASEO ）を名乗る。

## 初代 EL40型（1991年 - 1995年）
ターセル/コルサをベースとした小型2ドアクーペで、北米のセクレタリーカー（女性秘書等を対象にイメージされた車）およびサブコンパクトカー市場に向けて企画されたモデルであり、ターセルクーペの後継車種にあたる。
- 1991年1月 - 発売。CMキャラクターに萩原聖人を起用し、キャッチコピーは「友達以上恋人未満。」 [2]。グレードはα（アルファ）とβ（ベータ）の2種類で、αは5E-FE型（105PS）、βは5E-FHE型（115PS）DOHCエンジンを搭載する。βでは4輪ディスクブレーキや電子制御サスペンションTEMSがオプションで選択可能。販売チャネルはトヨペット店（大阪地区は大阪トヨタ）とカローラ店。
- 1992年12月 - マイナーチェンジ。
- 1994年 - ベースとなったターセル/コルサ/カローラIIはフルモデルチェンジするが、サイノスは本モデルを継続生産。同時にカローラ店での取扱いを中止し、新たにトヨタビスタ店での取扱いを開始した。製造は高岡工場。
- 1995年8月[3] - 生産終了。在庫対応分のみの販売となる。
- 1995年9月 - 2代目と入れ替わって販売終了。

## 2代目 EL50型（1995年 - 1999年）
- 1995年9月[4] - フルモデルチェンジ。CMには当時大ブレイク中であったglobeが起用された。先代同様α（アルファ）、β（ベータ）、2グレードの設定。αは4E-FE型1.3L DOHCエンジン、βは5E-FHE型1.5L DOHCエンジンを搭載。初代は2種類の1.5Lエンジンでグレードが分かれていたが、2代目は排気量別となる。トランスミッションは姉妹車のターセル/コルサ/カローラII/スターレット同様、1.3L車（α）は4速MT/3速AT車、1.5L車（β）は5速MT/4速AT車が設定された。αとβでは装備の差も大きく、中間グレードとして1.3L車（α）にβと同等の装備を施したα juno（ジュノ）パッケージも設定する。なお、7,000回転スケールタコメーターはαの基本仕様を除いて全て標準装備である。販売チャネルは初代末期同様、トヨペット店（大阪はトヨタ店）とトヨタビスタ店となる。
- 1996年8月 - コンバーチブルを追加設定。同時に、イエローのボディカラーを採用した特別仕様が150台限定で発売された。これは上級のセリカコンバーチブル同様、クーペボディ骨格部に追加補強を施した車体をアメリカのASC社へ送り、ルーフ、クォーターピラーをカット、その他艤装を施し日本へ送り返して納車前検査をするという工程を経ていた。クーペ仕様と同様1.3Lと1.5Lの2グレード設定。コンバーチブル追加時に、クーペ版は一部仕様変更で｢安全装備の全車標準装備化」され、ターセル等に続いてABS・デュアルエアバッグを標準装備した。
- 1997年12月[5] - マイナーチェンジ。ヘッドライトがマルチリフレクターとなり、衝突安全ボディGOAを標準装備した。1.3L車のMTが4速から5速へ多段化。
- 1999年7月[6] - オーダーストップに伴い生産終了。以降は在庫対応分のみの販売となる。
- 1999年12月[7] - 販売終了。

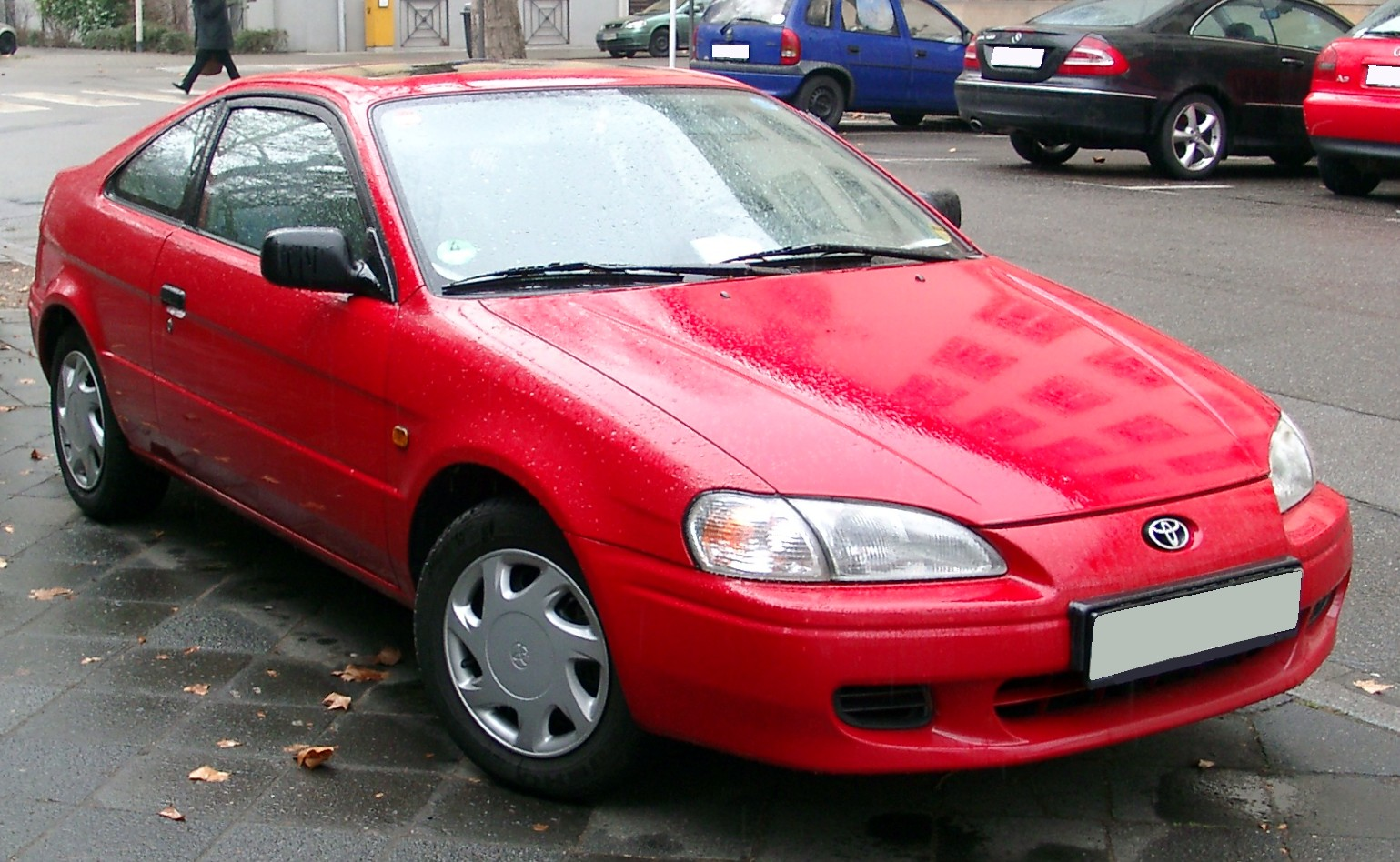
欧州仕様パセオ フロント
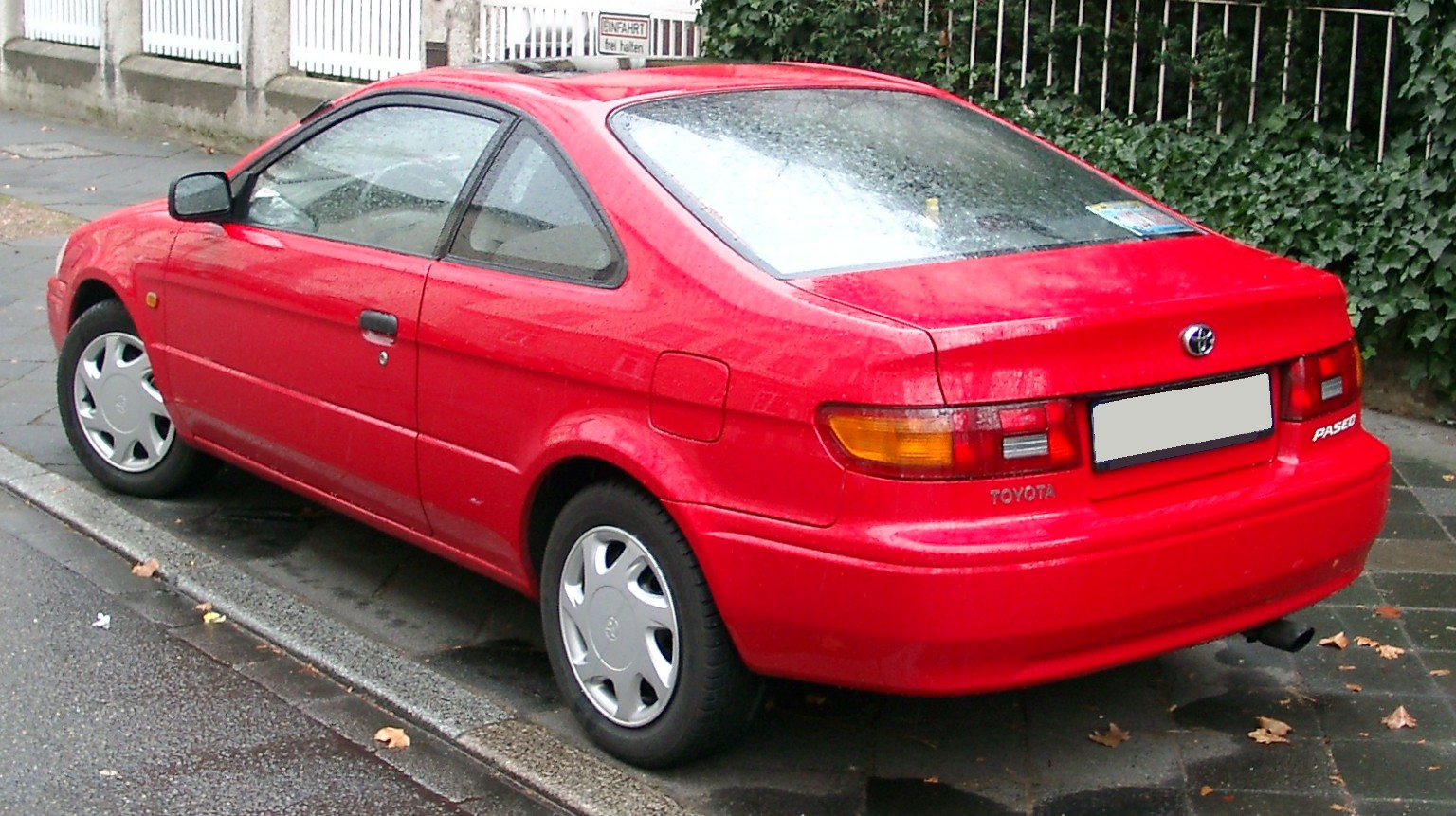
欧州仕様パセオ リア
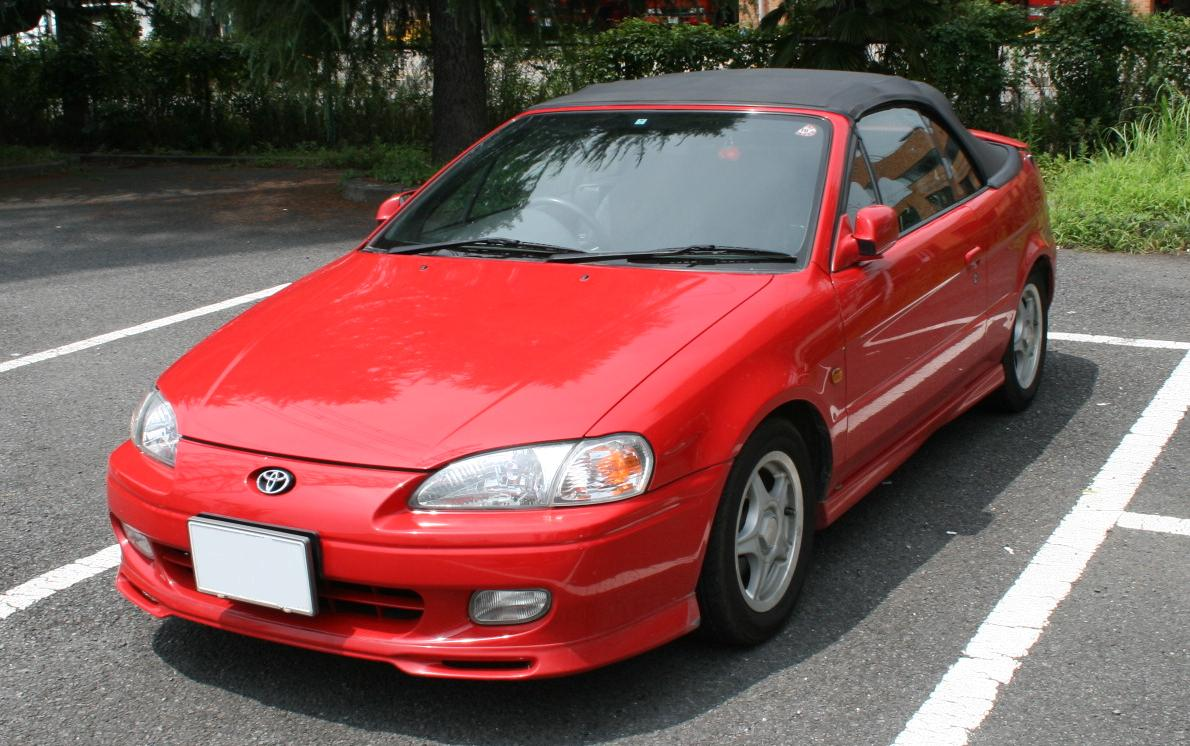
コンバーチブル

## 車名の意味
英語で「目標」「注目の的」などを意味する「cynosure」から取られた造語。「cynosure」には「北極星」の意もあり、「スターレット」にも掛けた名前でもある。輸出仕様の「PASEO」はスペイン語で「散歩に行く」の意味。